# بانزمين سيد محمد
قرية بانزمين سيد محمد (بالكردية: بانزەمینی سەید محەمەد)‏ هي إحدى قرى ناحية قورة تو في قضاء خانقين ضمن الحدود الإدارية لمحافظة السليمانية لأنها ضمن مناطق إدارة كرميان في إقليم كردستان العراق.